# Piotr Wiaderek
Piotr Wiaderek (ur. 5 lutego 1984 w Rymaniu) – polski lekkoatleta, sprinter.

## Osiągnięcia
Zawodnik Sztormu Kołobrzeg (1999–2004), AZS-AWFiS Gdańsk (2004–2014) oraz SKLA Sopot (od 2014 r.). Reprezentant Polski na Letnie Igrzyska Olimpijskie 2008 w Pekinie w sztafecie 4 x 400 metrów, ostatecznie nie miał okazji zaprezentować się pekińskiej publiczności. Podczas igrzysk olimpijskich w Londynie (2012) biegł na pierwszej zmianie polskiej sztafety 4 x 400 metrów, która odpadła w eliminacjach. Medalista mistrzostw kraju (w tym złoto na 400 metrów w 2012).

## Rekordy życiowe
- bieg na 100 metrów – 10,42 s. (2010)
- bieg na 200 metrów
  - 20,84 s. (2011)
  - 20,66 s. (18 czerwca 2010, Słubice – uzyskany przy zbyt silnym sprzyjającym wietrze +3,1 m/s)[2]
- bieg na 400 metrów – 45,46 s. (16 czerwca 2012, Bielsko-Biała) – 17. wynik w historii polskiej lekkoatletyki[2]
- Bieg na 300 metrów (hala) – 33,88 s. (20 lutego 2010, Spała) – 4. wynik w historii polskiej lekkoatletyki[3]